# Barchovice
Barchovice (en allemand : Barchowitz) est une commune du district de Kolín, dans la région de Bohême-Centrale, en République tchèque. Sa population s'élevait à 247 habitants en 2020.

## Géographie
Barchovice se trouve à 7 km au sud de Kouřim, à 20 km au sud-ouest de Kolín et à 41 km au sud-est de Prague.
La commune est limitée par Nučice, Oleška et Malotice au nord, par Zásmuky à l'est, par Horní Kruty, Úžice et Vlkančice au sud, et par Výžerky à l'ouest.

## Histoire
La première mention écrite du village date de 1340.

## Administration
La commune se compose de trois quartiers :
- Barchovice
- Hryzely
- Radlice